# Mesoiulus gridelli
Mesoiulus gridelli är en mångfotingart som beskrevs av Pius Strasser 1934. Mesoiulus gridelli ingår i släktet Mesoiulus och familjen kejsardubbelfotingar. Inga underarter finns listade i Catalogue of Life.